# Narooma

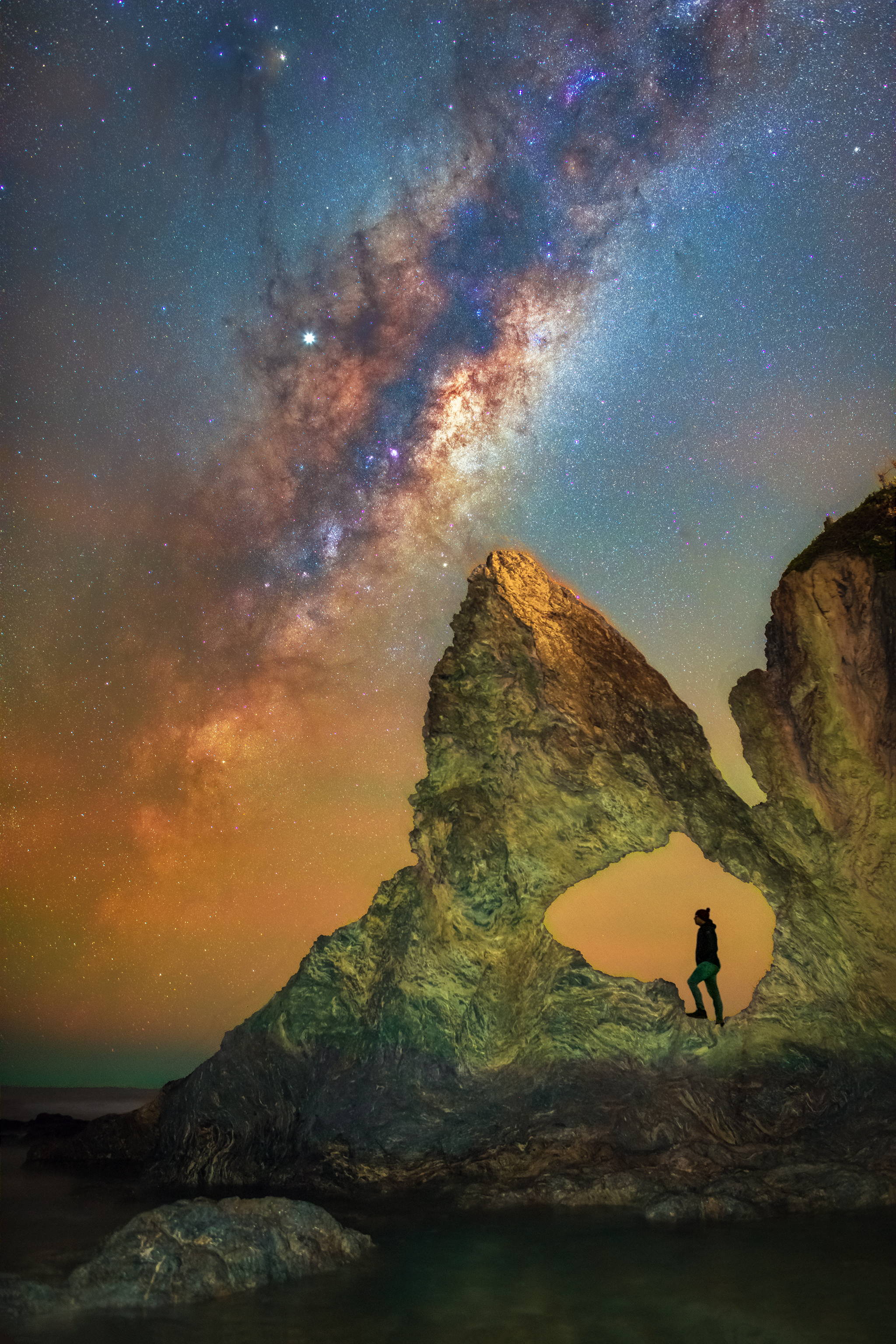
Australia Rock

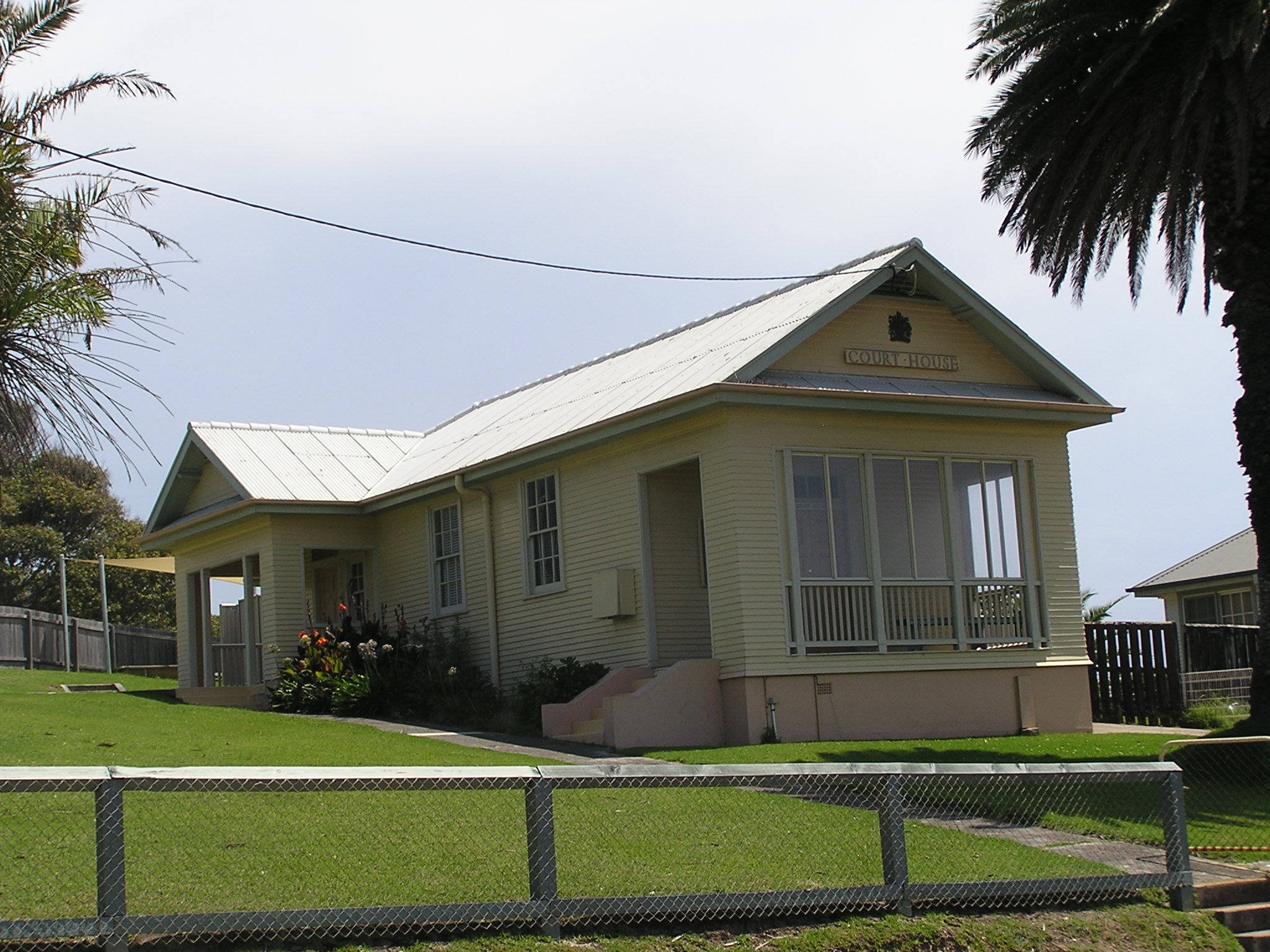
Edificio de la Corte de Justicia de Narooma

Narooma es una localidad situada en el estado de Nueva Gales del Sur, en Australia. Según el censo de 2021, tiene una población de 3395 habitantes.
La localidad está situada en la Carretera Princes. El nombre tiene un origen aborigen que significa aguas de color azul claro.

## Clima
| Parámetros climáticos promedio de Narooma, New South Wales (1910-2012) | Parámetros climáticos promedio de Narooma, New South Wales (1910-2012) | Parámetros climáticos promedio de Narooma, New South Wales (1910-2012) | Parámetros climáticos promedio de Narooma, New South Wales (1910-2012) | Parámetros climáticos promedio de Narooma, New South Wales (1910-2012) | Parámetros climáticos promedio de Narooma, New South Wales (1910-2012) | Parámetros climáticos promedio de Narooma, New South Wales (1910-2012) | Parámetros climáticos promedio de Narooma, New South Wales (1910-2012) | Parámetros climáticos promedio de Narooma, New South Wales (1910-2012) | Parámetros climáticos promedio de Narooma, New South Wales (1910-2012) | Parámetros climáticos promedio de Narooma, New South Wales (1910-2012) | Parámetros climáticos promedio de Narooma, New South Wales (1910-2012) | Parámetros climáticos promedio de Narooma, New South Wales (1910-2012) | Parámetros climáticos promedio de Narooma, New South Wales (1910-2012) |
| Mes                                                                    | Ene.                                                                   | Feb.                                                                   | Mar.                                                                   | Abr.                                                                   | May.                                                                   | Jun.                                                                   | Jul.                                                                   | Ago.                                                                   | Sep.                                                                   | Oct.                                                                   | Nov.                                                                   | Dic.                                                                   | Anual                                                                  |
| ---------------------------------------------------------------------- | ---------------------------------------------------------------------- | ---------------------------------------------------------------------- | ---------------------------------------------------------------------- | ---------------------------------------------------------------------- | ---------------------------------------------------------------------- | ---------------------------------------------------------------------- | ---------------------------------------------------------------------- | ---------------------------------------------------------------------- | ---------------------------------------------------------------------- | ---------------------------------------------------------------------- | ---------------------------------------------------------------------- | ---------------------------------------------------------------------- | ---------------------------------------------------------------------- |
| Temp. máx. abs. (°C)                                                   | 43.5                                                                   | 39.8                                                                   | 38.9                                                                   | 32.2                                                                   | 25.6                                                                   | 23.2                                                                   | 24.8                                                                   | 27.5                                                                   | 33.9                                                                   | 36.2                                                                   | 38.4                                                                   | 39.5                                                                   | 43.5                                                                   |
| Temp. máx. media (°C)                                                  | 23.6                                                                   | 23.6                                                                   | 22.7                                                                   | 21.1                                                                   | 18.7                                                                   | 16.7                                                                   | 16.0                                                                   | 16.8                                                                   | 18.2                                                                   | 19.3                                                                   | 20.6                                                                   | 21.9                                                                   | 19.9                                                                   |
| Temp. mín. media (°C)                                                  | 16.5                                                                   | 16.7                                                                   | 15.4                                                                   | 13.0                                                                   | 10.1                                                                   | 7.8                                                                    | 6.7                                                                    | 7.3                                                                    | 9.0                                                                    | 11.2                                                                   | 13.2                                                                   | 15.0                                                                   | 11.8                                                                   |
| Temp. mín. abs. (°C)                                                   | 9.4                                                                    | 10.0                                                                   | 7.0                                                                    | 6.1                                                                    | 0.0                                                                    | 1.1                                                                    | 0.6                                                                    | 0.5                                                                    | 0.8                                                                    | 2.0                                                                    | 5.0                                                                    | 7.5                                                                    | 0.0                                                                    |
| Precipitación total (mm)                                               | 90.2                                                                   | 93.5                                                                   | 105.1                                                                  | 79.4                                                                   | 78.4                                                                   | 87.1                                                                   | 50.1                                                                   | 50.5                                                                   | 60.0                                                                   | 71.2                                                                   | 73.0                                                                   | 73.5                                                                   | 912.0                                                                  |
| Días de precipitaciones (≥ 1 mm)                                       | 9.9                                                                    | 9.5                                                                    | 10.4                                                                   | 8.3                                                                    | 7.9                                                                    | 8.8                                                                    | 6.7                                                                    | 7.1                                                                    | 8.6                                                                    | 10.5                                                                   | 10.9                                                                   | 10.5                                                                   | 109.1                                                                  |
| Humedad relativa (%)                                                   | 74                                                                     | 74                                                                     | 71                                                                     | 68                                                                     | 65                                                                     | 62                                                                     | 60                                                                     | 58                                                                     | 63                                                                     | 70                                                                     | 72                                                                     | 73                                                                     | 68                                                                     |
| Fuente: The Bureau of Meteorology                                      |                                                                        |                                                                        |                                                                        |                                                                        |                                                                        |                                                                        |                                                                        |                                                                        |                                                                        |                                                                        |                                                                        |                                                                        |                                                                        |